# Bruno Bisterzo
Bruno Bisterzo (Padova, 14 dicembre 1914 – Parabiago, 10 maggio 1955) è stato un pugile italiano, due volte campione europeo dei pesi leggeri (1941-1942 e 1943-1946).

## Biografia
Si trasferì, ancora ragazzo, dal Veneto a Busto Arsizio, dove frequentò la palestra pugilistica Pro Patria Boxe.
Professionista dal 1938, esordì battendo l'ex campione europeo dei dilettanti Marino Facchin, anch'egli al debutto. Tentò una prima volta di conquistare il titolo italiano dei pesi leggeri ma fu sconfitto a Roma, l'8 novembre 1939 da Oberdan Romeo. Vi riuscì esattamente un anno dopo battendo ai punti in 12 riprese il romano Otello Abbruciati, nella adottiva Busto Arsizio.
Dopo aver difeso vittoriosamente il titolo contro Gustavo Ansini, il 31 maggio 1941 conquistò, a Monaco di Baviera, la cintura europea della categoria, battendo ai punti in 15 riprese l'austriaco Karl Blaho.
Tre mesi più tardi perse il titolo italiano ai punti dal romano Ascenzo Botta. Nel dicembre del 1941 incontrò nuovamente Botta in un match con in palio entrambi i titoli (italiano ed europeo). Bisterzo vinse ai punti in quindici riprese, sul ring della Capitale. Il 14 maggio del 1942 riconsegnò entrambi i titoli nei guantoni di Ascenzo Botta. 
Bisterzo riuscì a riconquistare entrambe le cinture nel maggio del 1943 contro il romano Roberto Proietti che, nel frattempo, se ne era impossessato. Perse il titolo italiano il 16 aprile 1944, a Modena, da Aldo Minelli. Lo riconquistò il 23 dicembre 1945, a Busto Arsizio, battendo ai punti lo stesso Minelli.
Il 26 maggio 1946, a Roma, venne sconfitto nuovamente da Proietti, per abbandono al 6º round e fu costretto a riconsegnargli entrambe le cinture, italiana ed europea. Riuscì a riconquistare il titolo italiano, reso vacante, il 3 gennaio 1948, a Busto Arsizio, battendo ai punti Giuseppe Fusaro. Lo mantenne battendo per abbandono al 7º round Dino Pasotti, sul ring di Milano. Perse definitivamente la cintura italiana dei leggeri, perdendo a Vercelli, il 17 novembre 1948, da Giuseppe Fusaro, con verdetto ai punti.
Si è ritirato dal pugilato agonistico nel 1950, dopo aver combattuto ben 132 match.
Bisterzo morì in un incidente stradale all'età di 40 anni, nel maggio del 1955.